# 盲目のメロディ〜インド式殺人狂騒曲〜
『盲目のメロディ〜インド式殺人狂騒曲〜』（もうもくのメロディ インドしきさつじんきょうそうきょく、Andhadhun）は、2018年に公開されたインドのブラックコメディ・クライム・スリラー映画。シュリラーム・ラガヴァンが監督を務め、タッブー、アーユシュマーン・クラーナー、ラーディカー・アープテーが出演している。盲目を装うピアニストが殺人事件を目撃したことで巻き起こる騒動を描いている。2010年公開の短編映画『ピアノ調律師』を鑑賞したラガヴァンが同作を気に入り、これを基にした脚本を執筆した。撮影は2017年6月から始まり、44日間の日程を1年間かけて撮影して2018年7月に完了した。
2018年10月5日にヴァイアコム18モーション・ピクチャーズ配給で公開され、脚本とタッブー、アーユシュマーンの演技が高く評価され、国家映画賞、フィルムフェア賞、スター・スクリーン・アワードで複数の賞を受賞した。興行収入は45億6000万ルピーを記録し、興行的にも成功を収めている。

## ストーリー
プネーで暮らすアーカーシュは芸術的インスピレーションを得るために盲目を装うピアニストであり、彼が住むアパートの1階には彼が本当に盲目なのかを疑う少年が住んでいた。彼は街中で偶然出会った女性ソフィに誘われ、彼女の父フランコが経営するレストランでピアニストとして雇われる。アーカーシュの演奏は人気を集め、ソフィとも親密になったアーカーシュは彼女と肉体関係を結ぶ。彼はレストランの常連客だった元スター俳優のプラモードと知り合い、プラモードは後妻シミーとの結婚記念日にサプライズとしてピアノを演奏して欲しいと依頼し、承諾したアーカーシュは彼のマンションを訪れる。シミーの前で演奏を始めるアーカーシュだったが、そこでプラモードの死体を発見する。シミーと浮気相手の男はアーカーシュが盲目だと信じ、彼の目の前で死体の処理を始め、アーカーシュは盲目を装いながら演奏を続け、死体の処理が終わったころにシミーに促されて退室する。アーカーシュは警察署に向かい事件を通報しようとするが、そこで共犯者の男が警察署長のマノーハルだったことを知る。マノーハルに疑われたアーカーシュは、盲目の演技を続けてその場をやり過ごす。翌日、プラモードの死体が発見され、警察は強盗殺人事件として捜査を開始し、アーカーシュはプラモードと前妻の娘ダーニーのピアノのレッスンを受け持つようになる。そんな中、プラモードの隣室に住む女性ディサが不審な男がプラモードの部屋に入る場面を目撃していたことを捜査官に伝えたため、シミーに口封じのため殺害される。アーカーシュは殺害現場に遭遇してしまい、シミーに疑念を抱かれてしまう。同時に、事件に巻き込まれたことでアーカーシュはソフィと疎遠になってしまう。
アーカーシュの部屋を訪れたシミーは彼の盲目が演技であることを暴き、アーカーシュは事件について口外せずにロンドンに旅立つことを伝えるが、アーカーシュはシミーに毒を盛られて意識を失ってしまう。同じころ、アーカーシュに呼び出されていたソフィは彼のアパートに到着するが、そこで少年からアーカーシュの盲目が演技であることを録画した映像を見せられる。激怒したソフィが部屋に乗り込むと、そこには肉体関係に及んでいたように偽装したシミーとアーカーシュがおり、失望したソフィは部屋を出て行く。その後、目を覚ましたアーカーシュは、シミーが盛った毒によって本当に盲目になってしまう。シミーから顛末を聞いたマノーハルは盲目にするだけでは不十分だと責め立てるが、逆にシミーから口封じを自分任せにしていることを責められる。マノーハルはアーカーシュを殺しに向かうが、反撃を受け逃げられてしまう。逃げ出したアーカーシュは路上で気を失い、以前街中で出会った宝くじ売りのサクーとリキシャの運転手ムルリに救われる。
助けられたアーカーシュは、医師スワミの紹介で眼科医の治療を受けることになるが、スワミは臓器の違法売買を営んでおり、サクーとムルリはその対象としてアーカーシュを連れてきていた。しかし、盲目のアーカーシュがサクーの腕にシヴァ神のタトゥーをしていることを口にしたため、3人はアーカーシュの臓器摘出手術を止めて彼の話を聞く。アーカーシュは3人と手を組みシミーたちから大金を奪い、角膜移植の資金を手に入れようと計画する。アーカーシュたちはシミーを誘拐して彼女が自殺したように偽装し、マノーハルの妻を「マノーハルとシミーの浮気の証拠がある」と脅迫して大金を要求する。アーカーシュは金の受け渡し場所に向かおうとするが、サクーとムルリに裏切られ拘束されてしまう。マノーハルは妻に失態を清算するように迫られ、受け渡し場所でムルリを銃撃する。しかし、エレベーターに閉じ込められたマノーハルは暗電源を落とされたエレベーターの中で発砲し、跳弾した弾丸に当たり死んでしまう。サクーはムルリを病院に運ぶが、彼も出血多量で死亡する。一方、アーカーシュはシミーの説得を受け協力して脱出しようとするが、シミーに裏切られて殺されそうになる。逃げ出したシミーは出くわしたスワミに襲いかかるが、追い付いたアーカーシュと協力したスワミに眠らされ車のトランクに押し込められる。シミーの血液型がアラブの富豪が探しているドナーの血液適合者だと知ったスワミは、彼女の臓器を売り飛ばして大金を山分けし、彼女の角膜を移植して視力を回復するようにアーカーシュに持ちかける。
2年後、ヨーロッパを訪れていたソフィは、そこで盲目のピアニストとして活動するアーカーシュと再会する。アーカーシュは彼女にこれまでの事件の経緯を語り、最後の顛末を語り始める。シミーを殺すことに反対するアーカーシュは彼女を自首させようと提案する。しかし、空港に向かう途中でシミーが目を覚まして暴れ出したため、スワミは車を止めてトランクを開けるが、シミーに逆襲され車を奪われてしまう。スワミが運転していると思い込んでいるアーカーシュはシミーの解放を訴え続け、情にほだされたシミーは彼を降ろして走り去ろうとするが、すぐに考えを変えて彼を轢き殺すため戻ってくる。しかし、農夫の猟銃から逃げようとしたウサギがフロントガラスに衝突し、車が横転・炎上してシミーは死んでしまう。生き残ったアーカーシュはムンバイ行きのバスに乗り込み、友人の助けを借りてロンドンに旅立つ。騒動の顛末を聞いたソフィは、シミーの角膜を使い視力を取り戻すべきだったとアーカーシュに訴える。ソフィと別れたアーカーシュは街中を進み、目の前に落ちていた缶を杖で弾き飛ばし、立ち去っていく。

## キャスト
- シミー - タッブー
- アーカーシュ - アーユシュマーン・クラーナー
- ソフィ - ラーディカー・アープテー
- プラモード・シンハ - アニル・ダワン
- スワミ - ザキール・フセイン（英語版）
- マノーハル署長 - マナフ・ヴィジ（英語版）
- パレーシュ副署長 - ゴーパール・K・シン（英語版）
- ラスィカ署長夫人 - アシュヴィニー・カルセカール（英語版）
- ディサ - モヒニ・ケーワールラーマニー
- サクー - チャヤー・カダム
- ムルリ - パワン・シン
- ダーニー - ラシュミー・ラグデカール
- 農夫 - アビシェーク・シュクラ

## 製作

### 企画

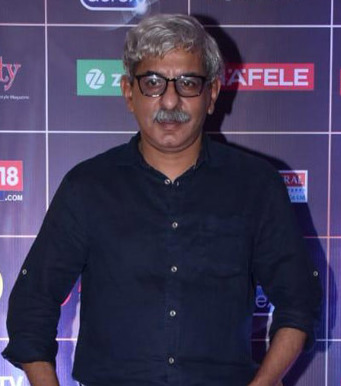
シュリラーム・ラガヴァン

2013年、シュリラーム・ラガヴァンは友人の映画製作者ヘマント・ラオに勧められ、盲目のピアニストを題材にした2010年製作のフランス短編映画『ピアノ調律師』を鑑賞した。彼は自身の映画とは異なるものの、このフランス映画は「基本的な芽」であると語っている。彼はヘマントがこのフランス映画を原作に新作映画の脚本を執筆することを望んでいたが、ヘマントは自身の監督映画の製作に取り掛かってしまう。その後、ラガヴァンは『復讐の町』の製作に取り掛かり、製作を通して「物語の要旨」を掴んだ。彼は脚本の執筆を始めようと思った矢先に盲目の男を題材にした『Kaabil』の脚本を読み、「盲目の人物を題材にした映画を2本も撮るのはクレイジーだと思った」として執筆を中断した。しばらくした後に執筆を再開したラガヴァンは、物語について新しい方向からのアプローチを試みた。
ラガヴァンは「殺人現場の後始末をする犯人の側で演奏を続ける盲目のピアニスト」のアイディアを思いつき、「とても魅了された」と語っている（彼は2012年に監督した『エージェント・ヴィノッド 最強のスパイ』でも同様のシーンを描いている）。彼は合流したヘマントやアリジット・ビシュワース、ヨゲーシュ・チャンデカール、プージャ・ラダ・スルティと共に脚本の執筆を進め、『復讐の町』の製作中に同作の主要キャストだったヴァルン・ダワンにも物語のアイディアを伝えた。しかし、ヴァルンは他の映画の製作で多忙となり、脚本は未完成の状態で放置されてしまう。ラガヴァンたちは脚本を練る際は、それぞれが鑑賞者の立場に立ち意見を出し合っていたと述べている。
ラガヴァンとビシュワースは台詞を英語で練っていたため、英語からヒンディー語への翻訳作業中に台詞に不満を抱き、ラガヴァンは「インドのイディオム」であるベンガル語でドラマティックな台詞を書くようにビシュワースに伝えた。一方、スルティは他の脚本家よりもヒンディー語のセンスが良かったため、別のバージョンの台詞を担当した。ラガヴァンには盲目の友人がおり、また古いヒンディー語映画に「ピアノの歌」が使用されていることに気付き、盲目のピアニストをメインキャラクターにすることを決めた。

### キャスティング
ラガヴァンは『復讐の町』に出演していたヴァルン・ダワンを引き続き起用しようと考え、ヴァルンも脚本を気に入っていたが、多忙のため出演が困難になったため別の俳優を探すことになった。アーユシュマーン・クラーナーはキャスティング監督のムケーシュ・チャブラから映画について聞き、ラガヴァンに連絡を取り出演の意思を伝えた。ラガヴァンはアーユシュマーンに対して2パターンのスクリーンテスト（盲目の人物が目覚めるシーンと、盲目を装っている人物が目覚めるシーン）を実施し、演技の違いを見極めようとした。アーユシュマーンは映画の中で実際にピアノを演奏しており、役作りのために盲目の学生と交流して「彼らがどのように演奏し、指揮し、手を動かすのか」を研究した。また、ロサンゼルスを拠点に活動するピアニストのアクシャイ・ヴァルマから毎日4時間ピアノの指導を受け、撮影の際にはボディダブルを使用しなかった。彼は演じたアーカーシュについて、キャリアの中で「最も挑戦的な役」と語っている。
ラガヴァンはアーユシュマーンに対して、盲目の主人公が登場する映画を観ないように伝え、彼を国立盲学校に連れ出した。また、アーユシュマーンは役作りのために目隠しをして街の通りを歩いた。さらに視界の80%を遮る特殊な眼鏡を渡され、その眼鏡を活用したことでアーユシュマーンのボディランゲージは一変した。最終的に視界の90%を遮る黒いサングラスを渡されたアーユシュマーンは、そのサングラスをかけて撮影に参加した。ヒロイン役にはラーディカー・アープテーが起用され、彼女はいくつかのシーンを即興で演じている。タッブーはシミー役の第1候補として名前が挙がっており、ラガヴァンは彼女に演じるシーンの詳細を説明せずに撮影を進めた。アニル・ダワンは元俳優プラモード役として出演が決まった。

### 撮影

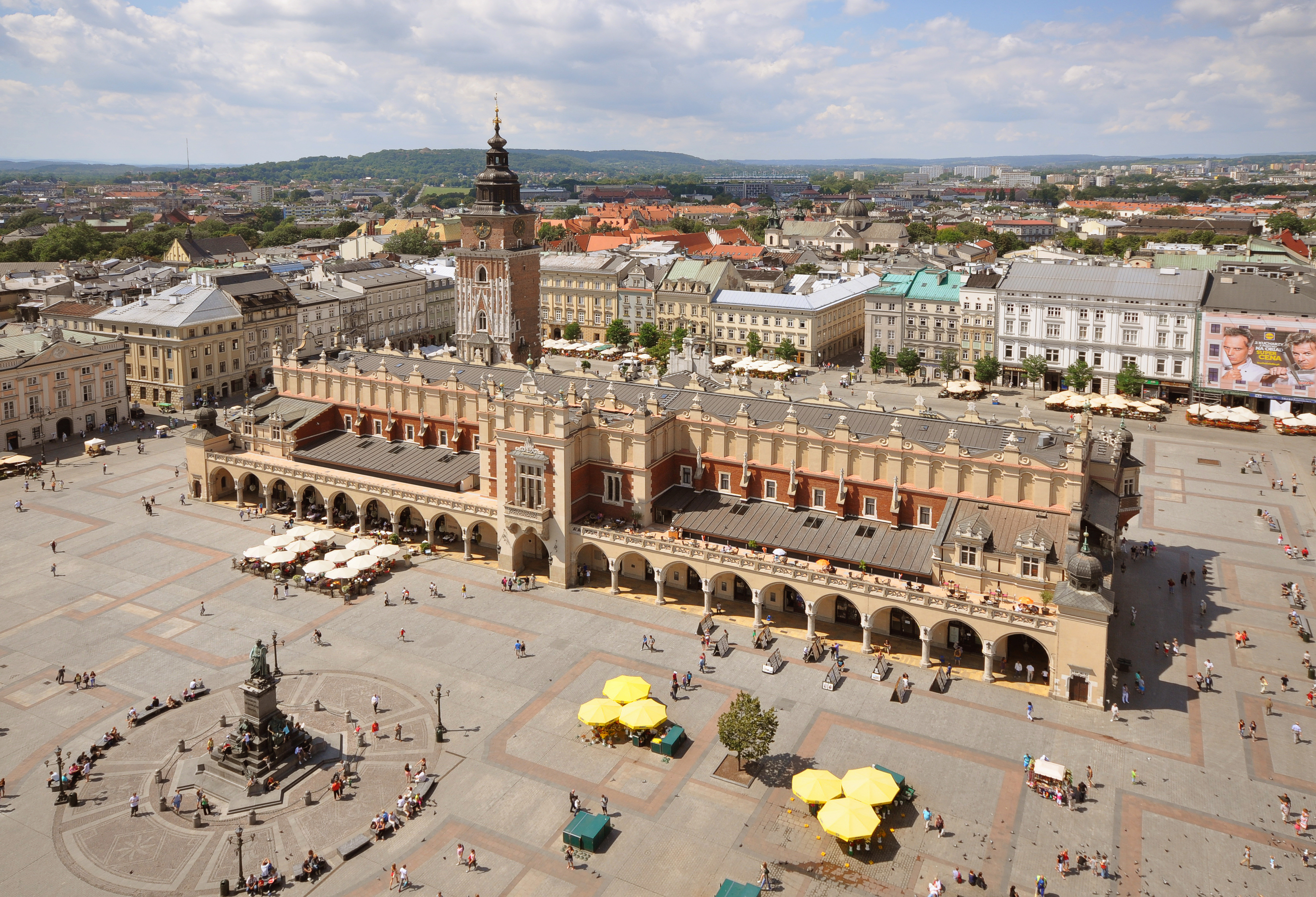
ヨーロッパのシーンが撮影されたポーランド・クラクフ

撮影はプネーで行われたが、長期間の撮影スケジュールに対応できるキャストがいなかったため、1年以上の歳月をかけて44日間の撮影日程をこなした。2017年6月から主要撮影が始まり、2018年7月17日に終了した。ラガヴァンは撮影監督のK・U・モハナンと相談して、物語をアーカーシュの視点に限定することに決めた。これについて、ラガヴァンは「アーカーシュの視点は、すなわち鑑賞者の視点です」と語っている。ピアノの演奏シーンではクローズアップ撮影は行わず、4分半の演奏曲のタイミングに合わせるために数人のアシスタントと共にリハーサルを行っている。一方、ラガヴァンはアーユシュマーン、タッブー、マナヴに対してリハーサルをしないように指示しており、その理由について「そのシーンが練習を積んだように見えることは避けたかったのです。私たちが必要としたのは不確実性だったのです」と語っている。
ラガヴァンは映画の結末を明示しないオープンエンド形式にしたいと考え、複数の結末を検討した。プロデューサーはオープンエンド形式に不安を抱き反対していたが、最終的にラガヴァンの説得を受けて承諾している。最初の撮影の際、アーユシュマーンは3か月間かけてリハーサルを行った。ラガヴァンは『盲目のメロディ〜インド式殺人狂騒曲〜』を「悪事と蛮行」の瞬間を伴った「恐ろしい言葉の意味で楽しい映画」と表現している。映画のタイトルは当初「Shoot the Piano Player」だったが、戯曲の言葉「Andhadhund」を正式なタイトルに採用している。編集はスルティ、プロダクションデザイナーはスニグダ・カルマヘ、パンカジ・ポール、アニタ・ドナルドが務め、ヴァイアコム18モーション・ピクチャーズとマッチボックス・ピクチャーズが製作会社として参加している。

### サウンドトラック
サウンドトラックのタイトル・トラックはラフタールとギリシュ・ナコッドが作曲し、残りの曲はアミット・トリヴェディが作曲している。アルバムの作詞はラフタール、ナコッド、ジャイディープ・サフニが手掛けた。2018年9月21日にサウンドトラックがジー・ミュージック・カンパニーからリリースされた。歌手としてトリヴェディ、ラフタール、アーユシュマーン、アリジット・シン、アビジート・シュリーワースタウ、アーカンシャー・シャルマ、シャダーブ・ファリディ、アルタマシュ・ファリディが参加している。バックグラウンドスコアの作曲はダニエル・B・ジョージが手掛けている。

## 公開
当初、公開日は2018年8月31日を予定していたが、プロデューサーは予告編公開の遅延と公開日が10月5日に変更されたことを公表した。ラガヴァンは映画が盲人を題材にしていることから、映像がなく音のみの予告編を希望していたが、スタジオ側は彼の意見を聞いて「衝撃を受けた」という。彼は「予告編では映画に関する多くの情報を伝えたくない」として数度にわたり議論を交わし、最終的にスタジオ側に意見を認めさせ、9月2日に予告編が公開された。
映画はインド800スクリーンで公開され、同時にNetflixでも公開された。また、2019年にはインディアン・フィルム・フェスティバル・ロサンゼルスでも上映され、タッブーが表彰されている。中華人民共和国では2019年4月2日に「Piano Player」のタイトルで公開され、8月28日からは韓国で90スクリーンで公開された。日本では11月15日に公開された。

## 評価

### 興行収入
公開初日の興行収入は2500万ルピーを記録した。観客動員数は口コミによって増加し、公開2日目には5100万ルピーの興行収入を記録した。公開初週末の興行収入は1億5000万ルピーとなり、公開10日目には4億1050万ルピーを記録している。衛星放送、音楽配信、デジタル配信前の段階で映画は収益を上げており、これらの権利はそれぞれカラーズ、ジー・ミュージック・カンパニー、Netflixが取得している。公開第6週末の興行収入は10億1000万ルピーを記録しており、収益の大部分はムンバイの劇場からのものだった。海外市場興行収入は1億370万ルピーを記録している。
中国での公開前の時点で、興行収入は10億6000万ルピー（インド9億5630万ルピー、海外1億370万ルピー）を記録している。中国では公開6日以内にインド映画の歴代中国興行成績を塗り替えた。同国の興行収入は33億5380万ルピーとなり、合計興行収入は45億6000万ルピーを記録している。

### 批評
『盲目のメロディ〜インド式殺人狂騒曲〜』は高い評価を得ており、Rotten Tomatoesでは14件のレビューが寄せられ支持率100%、平均評価7.62/10となっている。ラジャ・センは「全体的に非常に考え抜かれたものであり、魅力的であると言わざるを得ない」と批評している。ニューデリー・テレビジョンのサイバル・チャテルジーは、「『盲目のメロディ〜インド式殺人狂騒曲〜』を耳、目、そして心を開いて観て下さい。きっと、感覚が高められて劇場から出てくることでしょう」と批評している。ラジーヴ・マサンドは「多くの楽しさがある……その中で主なものは、絶えず驚かされるスリルだ」と批評し、アーユシュマーンとタッブーの演技を絶賛した。ザ・タイムズ・オブ・インディアのレヌカ・ヴィヤヴァハレは映画を「魅力的なスリラー」と呼び、Rediff.comのスリーハリ・ナーイルは、「これは、あなたを最高の……純粋に最高の気持ちにさせるインド映画史上唯一のブラッド・スリラーに違いありません!」と批評している。ハフポストのアンクル・パタックは映画を「2018年の中で最高の映画」と呼び、「鑑賞する価値があり、そして再鑑賞する価値のある作品」と批評した。インディアン・エクスプレスのシューブラ・グプタは、映画は「際どくて適度な低俗さがある」ものの、物語の展開と共に「次第に強引で切れ味が悪くなる」と批評している。タイムズ・ナウのシバージー・ロイチョウダリーは映画の後半は予測可能な内容であるが、「スリリングであり、心を奪われる演技と並外れたサウンドデザインに満ちている」と批評している。インディア・トゥデイのスシャント・メフタは、「ラガヴァンの能力は映画館全体に衝撃を与えた」と批評した。
アヌパマ・チョープラーは、「その環境（プネーの高層ビル、緑豊かな通り、古い家屋）は完全に正常に見えますが、内側で起きていることは楽しい捻じれです。これらは殺人、裏切り、セックス、そして嘘の山です。要するに、あなたは決して目を逸らすことができないのです」と批評している。ミント紙のウディタ・ジューンジューンワーラは、アーユシュマーンの「脆弱さと狡猾さのバランスがとれた張り詰めた演技」を絶賛している。Scroll.inのナンディニ・ラームナートは、「映画のピーク時にコーエン兄弟の強い風味を感じるが、ラガヴァンの完全犯罪のダイナミクスとパルプ探偵小説に登場する詐欺師に対する長年の関心にも十分頷けます」と批評した。同時に上映時間は長いものの、「アーカーシュのピアノ曲と同じくらいスムーズに定められた場所に滑り込みます」と批評している。デカン・クロニクルのシャヒーン・イラニは「シュリラームは、いくつかの風変わりな驚きの要素によってダークユーモアを損なわずに維持するという素晴らしい仕事をしました」と批評している。
ニュー・インディアン・エクスプレスのシラジート・ミトラは、「ラガヴァンは互換性があり、馴染みのあるパルプ状の世界を創造した」と批評した。インド・アジアン・ニュースサービスのトロイ・リベイロは映画を「緊張と巧妙さ、そして外科的に効果的な殺人ミステリー」と表現し、「上映時間の大半、『盲目のメロディ〜インド式殺人狂騒曲〜』は原因と結果を置き去りにしてアクションを実行し、それは効果的に機能している」と批評している。ガルフ・ニュースのマンジュシャー・ラーダクリシュナンは「暗黒と悪意の無礼な祭典」と批評しており、ナムラタ・ジョーシーは「表面上の物事を与えている間に、ラガヴァンは常にいたちごっこで観客の一歩先を歩いている」と批評している。
Arreのポウロミ・ダスは「この映画は巧妙な脚本、一流の製作、痛烈な社会的メッセージがある。しかし、同時にキャスティングの勝利であり、俳優たちへの頌歌でもある」と批評した。ザ・ナショナルのクマール・シャームは「観客を善悪、黒と白そして灰色の影などの複数の状況に引き込み、クライマックスは救済と啓示の間で、典型的なヒッチコック形式の意図的な終末を迎えます」と批評している。ザ・クイントのストゥティー・ゴーシュは「『盲目のメロディ〜インド式殺人狂騒曲〜』は賞賛と鑑賞に値します……オープニングやエンドクレジットも見逃してはいけません」と批評した。スクリーン・アナーキーのJ・ハルタドは「『盲目のメロディ〜インド式殺人狂騒曲〜』は、ベテラン監督がこの種の捻じ曲がったジャンルの宝石を、インドの誰よりも良くする方法を知っているという事実を示しています」と批評している。

### 受賞・ノミネート
| 映画賞                             | 部門                       | 対象 | 結果       | 出典                 |
| ---------------------------------- | -------------------------- | --- | ---------- | -------------------- |
| 第25回スター・スクリーン・アワード | 監督賞                     | シュリラーム・ラガヴァン | 受賞       | [ 60 ] [ 61 ] [ 62 ] |
| 第25回スター・スクリーン・アワード | 脚本賞                     | アリジット・ビシュワース、シュリラーム・ラガヴァン、プージャ・ラダ・スルティ                                                           | 受賞       | [ 60 ] [ 61 ] [ 62 ] |
| 第25回スター・スクリーン・アワード | 編集賞                     | プージャ・ラダ・スルティ | 受賞       | [ 60 ] [ 61 ] [ 62 ] |
| 第25回スター・スクリーン・アワード | 音響賞                     | マドゥ・アプサラ | 受賞       | [ 60 ] [ 61 ] [ 62 ] |
| アジアヴィジョン・アワード         | 審査員選出男優賞           | アーユシュマーン・クラーナー(『Badhaai Ho』と同時)                                                                                     | 受賞       | [ 63 ]               |
| 第22回ジー・シネ・アワード         | 主演男優賞                 | アーユシュマーン・クラーナー | ノミネート | [ 64 ]               |
| 第22回ジー・シネ・アワード         | 助演女優賞                 | ラーディカー・アープテー | ノミネート | [ 64 ]               |
| 第22回ジー・シネ・アワード         | 助演女優賞                 | アシュヴィニー・カルセカール | ノミネート | [ 64 ]               |
| 第22回ジー・シネ・アワード         | 悪役賞                     | タッブー | 受賞       | [ 64 ]               |
| 第22回ジー・シネ・アワード         | 編集賞                     | プージャ・ラダ・スルティ | 受賞       | [ 64 ]               |
| 第22回ジー・シネ・アワード         | 脚本賞                     | アリジット・ビシュワース、プージャ・ラダ・スルティ、シュリラーム・ラガヴァン、ヨゲーシュ・チャンデカール、ヘマント・ラオ               | 受賞       | [ 64 ]               |
| 第22回ジー・シネ・アワード         | 作曲賞                     | ダニエル・B・ジョージ | 受賞       | [ 64 ]               |
| 第64回フィルムフェア賞             | 作品賞                     | 盲目のメロディ〜インド式殺人狂騒曲〜（ヴァイアコム18モーション・ピクチャーズ、マッチボックス・ピクチャーズ、シュリラーム・ラガヴァン） | ノミネート | [ 65 ]               |
| 第64回フィルムフェア賞             | 審査員選出作品賞           | シュリラーム・ラガヴァン | 受賞       | [ 65 ]               |
| 第64回フィルムフェア賞             | 監督賞                     | シュリラーム・ラガヴァン | 受賞       | [ 65 ]               |
| 第64回フィルムフェア賞             | 主演男優賞                 | アーユシュマーン・クラーナー | ノミネート | [ 65 ]               |
| 第64回フィルムフェア賞             | 審査員選出男優賞           | アーユシュマーン・クラーナー | 受賞       | [ 65 ]               |
| 第64回フィルムフェア賞             | 主演女優賞                 | タッブー | ノミネート | [ 65 ]               |
| 第64回フィルムフェア賞             | 審査員選出女優賞           | タッブー | ノミネート | [ 65 ]               |
| 第64回フィルムフェア賞             | 脚本賞                     | シュリラーム・ラガヴァン、アリジット・ビシュワース、プージャ・ラダ・スルティ、ヨゲーシュ・チャンデカール、ヘマント・ラオ               | 受賞       | [ 65 ]               |
| 第64回フィルムフェア賞             | 編集賞                     | プージャ・ラダ・スルティ | 受賞       | [ 65 ]               |
| 第64回フィルムフェア賞             | 音響デザイン賞             | マドゥ・アプサラ | ノミネート | [ 65 ]               |
| 第64回フィルムフェア賞             | 作曲賞                     | ダニエル・B・ジョージ | 受賞       | [ 65 ]               |
| 第66回国家映画賞                   | ヒンディー語長編映画賞     | 盲目のメロディ〜インド式殺人狂騒曲〜                                                                                                   | 受賞       | [ 66 ]               |
| 第66回国家映画賞                   | 脚本賞                     | シュリラーム・ラガヴァン | 受賞       | [ 66 ]               |
| 第66回国家映画賞                   | 主演男優賞                 | アーユシュマーン・クラーナー | 受賞       | [ 66 ]               |
| 第20回国際インド映画アカデミー賞   | 原案賞                     | 盲目のメロディ〜インド式殺人狂騒曲〜                                                                                                   | 受賞       | [ 67 ] [ 68 ]        |
| 第20回国際インド映画アカデミー賞   | 監督賞                     | シュリラーム・ラガヴァン | 受賞       | [ 67 ] [ 68 ]        |
| 第20回国際インド映画アカデミー賞   | 作品賞                     | 盲目のメロディ〜インド式殺人狂騒曲〜                                                                                                   | ノミネート | [ 67 ] [ 68 ]        |
| 第20回国際インド映画アカデミー賞   | 主演男優賞                 | アーユシュマーン・クラーナー | ノミネート | [ 67 ] [ 68 ]        |
| 第20回国際インド映画アカデミー賞   | 主演女優賞                 | タッブー | ノミネート | [ 67 ] [ 68 ]        |
| 第20回国際インド映画アカデミー賞   | 助演女優賞                 | ラーディカー・アープテー | ノミネート | [ 67 ] [ 68 ]        |
| 第2回リール・ムービー・アワード    | 作品賞                     | 盲目のメロディ〜インド式殺人狂騒曲〜                                                                                                   | ノミネート | [ 69 ]               |
| 第2回リール・ムービー・アワード    | 主演男優賞                 | アーユシュマーン・クラーナー | ノミネート | [ 69 ]               |
| 第2回リール・ムービー・アワード    | 主演女優賞                 | タッブー | ノミネート | [ 69 ]               |
| 第2回リール・ムービー・アワード    | 監督賞                     | シュリラーム・ラガヴァン | 受賞       | [ 69 ]               |
| 第2回リール・ムービー・アワード    | 脚本賞                     | シュリラーム・ラガヴァン、アリジット・ビシュワース、プージャ・ラダ・スルティ、ヨゲーシュ・チャンデカール、ヘマント・ラオ               | ノミネート | [ 69 ]               |
| 第2回リール・ムービー・アワード    | 台詞賞                     | シュリラーム・ラガヴァン、アリジット・ビシュワース、プージャ・ラダ・スルティ、ヨゲーシュ・チャンデカール、ヘマント・ラオ               | ノミネート | [ 69 ]               |
| 第2回リール・ムービー・アワード    | 歌曲賞                     | アミット・トリヴェディ（「Naina da kya kasoor」）                                                                                      | ノミネート | [ 69 ]               |
| 第2回リール・ムービー・アワード    | 男性プレイバックシンガー賞 | アミット・トリヴェディ（「Naina da kya kasoor」）                                                                                      | ノミネート | [ 69 ]               |
| 第2回リール・ムービー・アワード    | 作曲賞                     | ダニエル・B・ジョージ | 受賞       | [ 69 ]               |
| 第2回リール・ムービー・アワード    | 編集賞                     | プージャ・ラダ・スルティ | ノミネート | [ 69 ]               |
| 第2回リール・ムービー・アワード    | 音響賞                     | マドゥ・アプサラ | ノミネート | [ 69 ]               |

## リメイク
チアガラジャンはリメイク権を購入し、息子のプラシャーントを主演にしたリメイク版の製作を企画している。